# Шатијон ан Диноа
Шатијон ан Диноа (фр. Châtillon-en-Dunois) насеље је и општина у централној Француској у региону Центар (регион), у департману Ер и Лоар која припада префектури Шатоден.
По подацима из 2011. године у општини је живело 780 становника, а густина насељености је износила 20,97 становника/km². Општина се простире на површини од 37,19 km². Налази се на средњој надморској висини од 172 метара (максималној 182 m, а минималној 144 m).

## Демографија
| 1962. | 1968. | 1975. | 1982. | 1990. | 1999. | 2011. |
| ----- | ----- | ----- | ----- | ----- | ----- | ----- |
| 906   | 967   | 813   | 752   | 739   | 716   | 780   |

График промене броја становника у току последњих година